# Hans Katan
Hans Katan (Hilversum, 9 augustus 1919 - Overveen, 1 oktober 1943) was een Nederlandse student en verzetsstrijder in de Tweede Wereldoorlog. Hij was lid van de studentenverzetsgroep CS-6.

## Levensloop
Katan werd geboren als oudste zoon van juwelier David Katan en Johanna (Jo) Romunde. Zijn vader was van Joodse afkomst. Hans had een jongere broer, Ernst genaamd. Op elfjarige leeftijd werd hij toegelaten tot het Gemeentelijk Gymnasium in Hilversum. Na een jaar week Katan uit naar de Ecole d'Humanité, een internationale school met een internaat bij het Meer van Genève. Na terugkeer in Nederland in 1938 ging hij agronomie studeren aan de Landbouwhogeschool Wageningen. Na een jaar stapte hij over naar biologie aan de Gemeente Universiteit Amsterdam. 
Tijdens de meidagen van 1940 was Katan in Alkmaar gelegerd. Vier maanden na de Duitse inval in Nederland, in oktober 1940, gingen zijn ouders apart wonen; de echtscheiding volgde in juli 1941. Jo ging met haar twee zonen wonen op het Westerscheldeplein in de hoofdstad Amsterdam. Mogelijk wilde zij haar kinderen beschermen tegen het stigma van het hebben van een Joodse vader. David Katan werd in 1943 via Kamp Westerbork op transport gezet naar Sobibór, waar de nazi's hem vermoordden.
Rond december 1940 sloot Katan zich aan bij de communistische verzetsgroep De Vrije Katheder, die het gelijknamige blad uitgaf. Katan kwam als student veel in Café Eijlders op het Leidseplein, een ontmoetingsplek voor studenten, linkse intellectuelen en kunstenaars. Mogelijk kwam hij daar in aanraking met leden van de verzetsgroep CS-6. De naam van de groep was waarschijnlijk een verwijzing naar Corellistraat 6, het adres van de familie Boissevain, die de kern vormde van de groep. Rond de familie Boissevain en hun zonen had zich een groep studenten en jongeren verzameld die hulp boden aan onderduikers, valse identiteitspapieren produceerden en illegaal drukwerk verspreidden. De groep bestond rond 1942 uit cellen van vier personen. Het was de bedoeling dat leden alleen contact hadden met leden van hun eigen cel. Vier cellen vormden een brigade en de brigadecommandanten vormden samen de leiding van CS-6. Het idee achter deze structuur was dat de verzetsmensen bij arrestatie alleen leden uit hun eigen cel konden verraden.
Tegen het einde van 1942 begon CS-6 zich meer en meer te richten op sabotage en liquidaties. Katan was betrokken bij aanslagen op spoorlijnen, bedoeld om deportatietreinen te laten ontsporen. Ook deed hij een poging met kerst 1942 de Hollandsche Schouwburg, de verzamelplek van de Amsterdamse Joden, in brand te zetten. Op 5 februari 1943 was Hendrik Seyffardt het eerste dodelijke slachtoffer van de groep. Hij werd doodgeschoten door Leo Frijda en Jan Verleun. Hij wierf Nederlanders voor de Waffen-SS en was een week eerder toegetreden tot het schaduwkabinet van NSB-leider Anton Mussert. Kort daarna schoot CS-6 twee andere schaduwministers dood. Katan was samen met Frijda persoonlijk verantwoordelijk voor de dood van Daan Blom, een Joodse informant die voor de Sicherheitsdienst werkte. Ook ontmaskerde hij Henri De Jonge Cohen, een Joodse tandarts die regelmatig Joodse onderduikers die bij hem kwamen voor tandheelkundige hulp uitleverde aan de Duitsers. Katan zorgde voor het wapen waarmee de tandarts werd doodgeschoten. In Nijmegen maakte hij tevergeefs jacht op de NSB-politiecommissaris en Jodenjager Anton van Dijk. Deze werd pas in juli 1943 doodgeschoten door een andere CS-6-medewerker.
Katan wist dat Anton Mussert regelmatig at in een duur restaurant aan het Leidseplein. Hij had de medewerking geregeld van een ober, die een achterdeur zou laten openstaan waarlangs Katan kon vluchten nadat hij Mussert had neergeschoten. De geplande aanslag ging niet doordat de Duitsers opeens alle luxe bedrijven sloten om over meer mankracht te beschikken voor tewerkstelling in Duitsland.
De Duitse bezettingsautoriteiten zagen de aanslagen op hooggeplaatste Nederlandse nazi's als een rechtstreekse bedreiging voor hun positie. Twee vooraanstaande V-Mannen kregen de opdracht om in de groep te infiltreren, te weten Anton van der Waals en Matthijs Ridderhof. Katan was een van de eerste slachtoffers van Ridderhof. Hij werd op 19 augustus 1943 gearresteerd. Doordat veel CS-6-leden zich niet goed aan de eigen contactregels hadden gehouden lukte het de Duitsers om het grootste deel van de verzetsgroep op te rollen. In het showproces werd Katan als 'halfjood' weggezet als een van de leiders van de groep. Ook de rol van de "voljood" Leo Frijda werd benadrukt. Op 30 september 1943 werd Katan met achttien andere CS-6-leden ter dood veroordeeld. Het vonnis werd de volgende dag voltrokken in de duinen bij Overveen. Op de avond voor zijn dood schreef Katan vanuit de gevangenis aan de Weteringschans een brief aan zijn moeder: "Ik kan me ten opzichte van jou niet anders verontschuldigen, dan door te zeggen, dat ik het diepste besef heb, mijn plicht, ondanks mijn korte levensduur, op aarde meer dan te hebben vervuld". 
Ernst Katan vond een klein jaar later de dood. Hij kreeg een nekschot na een ontsnappingspoging uit Kamp Westerbork. Hij was actief geweest bij de Ordedienst. Ernst Katan had geen eigen graf, waardoor zijn naam werd toegevoegd aan de gedenksteen van zijn broer op de Erebegraafplaats Bloemendaal.